# Alfa motoneuron

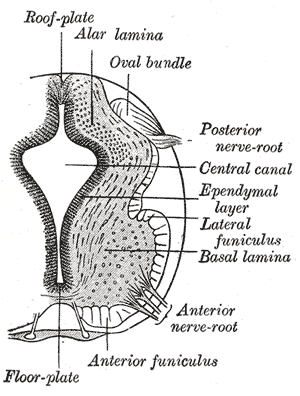
α motorneuron

Alfa motoneuron je velký multipolární neuron v mozkovém kmeni a předních rozích míšních, z něhož vycházejí motorická(konkrétně somatomotorická) vlákna míšního nervu vedoucí ke kosterním svalům na nervosvalovou ploténku. Alfa neuron řídí volní pohyby, převážně kontrakci svalů. Soma alfa motoneuronů je součástí centrální nervové soustavy , jejich axony inervující kosterní svaly jsou součástí somatické a tedy periferní nervové soustavy.